# Ericameria pinifolia
Ericameria pinifolia або Ерікамерія периста — вид квітучих чагарників родини айстрових (Asteraceae), відомий під загальною назвою сосновий кущ. Ця рослина походить з південної Каліфорнії та північної частини Нижньої Каліфорнії.
Ерікамерію перисту (Ericameria pinifolia) можна зустріти в чагарниках від внутрішніх районів півострова і західних передгір'їв Поперечних хребтів до пустелі Колорадо. Це зелений, безволосий чагарник, що іноді досягає 300 см заввишки. Він вкритий скупченим голчастим листям довжиною 1-4 сантиметри, яке, на перший погляд, схоже на дуже молоду хвою. Листя м'ясистіше, ніж справжня хвоя, і рослина не є близькою родичкою сосен.
На верхівці кожної з численних прямостоячих гілок знаходиться суцвіття з маленьких білуватих квіткових голівок. Рослина цвіте двічі на рік, утворюючи навесні суцвіття з однією головкою, а восени — суцвіття з багатьма меншими головками. Кожна головка містить 3-10 променевих квіток і 11-25 дискових квіток. Плід — сім'янка з яскравим білим, червоним або коричневим папусом.